# أبو علي بن الكاتب
أبُو عَليّ بن الْكَاتِب واسمه الْحسن بن أَحْمد والمعروف بـ ابن الكاتب، أحد علماء أهل السنة والجماعة ومن أعلام التصوف السني في القرن الرابع الهجري، وصفه أبو عبد الرحمن السلمي[ ؟ ] بأنّه: «كان من كبار مَشَايِخ المصريين، وهو أوحد مَشَايِخ وقته»، وَكَانَ أَبُو عُثْمَان المغربي يَقُول «كَانَ أَبُو عَليّ ابْن الْكَاتِب من السالكين» وَكَانَ يعظمه ويعظم شَأْنه، وقال عنه أبو القاسم القشيري بأنّه: «كان كبيرًا في حاله»، صحب أَبَا بكر الْمصْرِيّ وَأَبا عَليّ الرُّوذَبَارِي وَغَيرهمَا من الْمَشَايِخ، توفي سنة 343 هـ.

## من أقواله
- إذا انقطع العبد إلى الله تعالى بكليته، فأول ما يفيد الاستغناء به عن الناس.[4]
- رَوَائِح نسيم الْمحبَّة تفوح من المحبين وَإِن كتموها وَتظهر عَلَيْهِم دلائلها وَإِن أخفوها وتدل عَلَيْهِم وَإِن ستروها.[4]
- إذا سكن الخوف في القلب لم ينطق اللسان إلا بما يعنيه.[5]
- الهمة مُقَدّمَة الْأَشْيَاء فَمن صحّح همته بِالصّدقِ أَتَت عَلَيْهِ توابعه على الصِّحَّة والصدق فَإِن الْفُرُوع تتبع الأصول وَمن أهمل همته أَتَت عَلَيْهِ توابعه مُهْملَة والمهمل من الْأَحْوَال وَالْأَفْعَال لَا يصلح لبساط الْحق.[5]